# Bildnis Sacharoff
Bildnis Sacharoff ist der Titel eines Gemäldes des deutsch-russischen Malers Alexej Jawlensky, entstanden um 1913. 1954 wurde es von dem damaligen Museumsdirektor Clemens Weiler für das Museum Wiesbaden erworben. Es trägt die Inventar-Nummer M 687.

## Technik und Bildträger
Bei dem Bildnis Sacharoff handelt es sich um ein Ölgemälde im Hochformat – 53,8 × 49,5 cm auf Karton. Es ist im Bild unten links: „A. Jawlensky“ signiert. „Rückseitig eine farbig angelegte Skizze eines Kopfes, verschiedene Stempel, Beschriftungen (Nummern) und Aufkleber.“
Das Bild ist verzeichnet im „Katalog der Gemälde“ bei Weiler von 1959, im Catalogue raisonné, im Bestandskatalog des Museums Wiesbaden von 1997 und im Ausst. Kat.: Horizont Jawlensky 1914.

## Ikonographie und Bildbeschreibung
„Dargestellt ist vermutlich der Tänzer Alexander Sacharoff. […] Gezeichnete Tanzstudien wie auch verschiedene Gemälde, darunter Weiße Feder und Rote Lippen (beide 1909), belegen neben schriftlichen Zeugnissen, dass Alexander Sacharoff dem Künstler wiederholt Modell stand. Ein eindeutigerer Nachweis für die Benennung ist bisher jedoch noch nicht erbracht worden. Lediglich die Tatsache, dass männliche Köpfe im Werk von Jawlensky nur selten vorkommen, verleiht der Benennung dieses Kopfes wie auch anderer Jünglingsköpfe dieser Zeit als Alexander Sacharoff einige Wahrscheinlichkeit.“
„Das ‚Bildnis Sacharoff‘ selbst zählt zu den figurativen Arbeiten Alexej von Jawlenskys. […] Innerhalb der stark kolorierten. Porträts dieser Zeit nimmt das düstere ‚Bildnis Sacharoff‘ eine Sonderstellung ein: Ein kantiges Gesicht unter gelocktem Haar schaut im Halbprofil am Betrachter vorbei, der Hinterkopf wirkt bereits wie leicht schematisierte klassische Antike. Farbige Schatten strukturieren Wangen und Oberlippe, brennende Augen zeigen Willenskraft, dunkle Umrißlinien meißeln markante Züge hervor. Insgesamt erscheint das etwa 53 mal 49 Zentimeter große Ölbildnis […] asketisch streng.“

## Rückseitenbild
„Auf der Rückseite des 1913 gemalten Werks befindet sich ein weiteres Bild, die Skizze eines Kopfes. In kräftigen Farben hat der Maler die Gesichtszüge in Flächensegmente zerlegt, ganz offensichtlich in direkter Auseinandersetzung mit dem Kubismus. Rätselhaft, denn ein entsprechendes Werk findet sich im Schaffen Jawlenskys nicht. Außer der naheliegenden Vermutung, dass die Malmittel zu jener Zeit knapp waren, weiß man nichts über den Kopf. Interessant ist aber, dass die Abstrahierung in dieser stark farbigen Skizze schon viel weiter fortgeschritten ist, als in den zeitgleich entstandenen Gemälden. Erst im Spätwerk entwickelt sich die bei Jawlensky immer weiterschreitende Reduktion freilich in ganz anderer Weise, als in dieser Skizze. So fasst der Maler die wesentlichen Gesichtszüge später ganz anders, vertikal auf. Hier sind sie diagonal, spitz und sperrig.“

## Stilwandel 1913
„Das Jahr 1913 brachte bereits eine Wandlung seines [Jawlenskys] Stils. Er gab das quadratische Format auf. Seine Formate wurden höher und schmaler. Die Gesichter sind mehr in die Länge gezogen. Die Farbe zieht sich zurück, sie wird gedämpfter. Das Blau beginnt vorzuherrschen. Selbst das Rot und das Grün werden hintergründiger, und im Gesicht beginnt bereits das Kreuz sich abzuzeichnen durch die Waagerechte der Augen und die Senkrechte der Nase.“
Ab 1913 vollzieht sich sichtbar eine Veränderung in Jawlenskys Malerei. „Deutlich ist zu beobachten, wie die Farben allmählich ihre frühere Vitalität verlieren. Die Töne werden dunkler.“ Das „stumpfe, harte, wenig zur Bewegung fähige Braun, in welchem das Rot wie ein kaum hörbares Brodeln klingt“, überflutet nun eine Reihe von Gemälden. Auch Grautöne mischen sich ein, „die keine rein aktive, sich bewegende Kraft besitzen.“ Die Formen werden zusehends kantiger. Farben und Formen lassen auf eine seelische Verfassung Jawlenskys schließen, die in diesem Jahr nicht unbeschwert gewesen sein kann. Aufschlussreich in dieser Hinsicht ist eine Beobachtung aus jener Zeit von Clothilde Derp: „Bei den ziemlich häufig ausbrechenden Familiendramen kam Jawlensky zu Sacharoff, um sich zu beklagen. Die diplomatische Neutralität Alexanders half, die Gemüter zu beruhigen.“ […]
Ende 1913 waren beide so sehr zerstritten, dass Werefkin jegliche Hoffnung verlor, jemals mit Jawlensky in den von ihr erwünschten Einklang gelangen zu können. Sie packte […] ihre Koffer und fuhr zu ihrem Bruder Peter nach Litauen mit dem festen Entschluss, nicht mehr nach Deutschland zurückzukehren. […] Ohne Geldressourcen saß Jawlensky mit seinen „Angehörigen“  Helene, Andreas und Maria in München fest. Von Wassily Kandinsky weiß man, dass Jawlensky im Januar/Februar 1914 Geldquellen zu erschließen versuchte, um die Trennung von Werefkin zu überstehen.
Desto erstaunlicher, dass sich Jawlensky im Frühjahr 1914 eine Reise nach Bordighera  einem der erstklassigen Seebäder am ligurischen Meer  leisten konnte. Nur eine Gruppe farbfroher Gemälde liefern das Indiz, er könnte sich dort aufgehalten haben. Erst Archive vor Ort geben Gewissheit. Das „Journal de Bordighera“ meldete nämlich für den 12. Februar 1914: Jawlensky als Neuankömmling aus München, der in der deutschen Pension „Villa Constantia“, abgestiegen war. In den folgenden fünf Wochen, bis wenigstens 19. März, war er – ohne Helene und Andreas dort zu Gast. […]
In dem an der Eisenbahn von Marseille nach Genua zwischen Monaco und Sanremo gelegenen Bordighera, scheint sich Jawlensky sehr wohl gefühlt zu haben. Zufriedenheit und vergnügte Lebensfreude strahlen seine Gemälde aus, die dort entstanden. Sie dokumentieren einen beschwingten Höhepunkt zwischen zwei Tiefs in seiner von Emotionen geprägten Biographie, doch behandelt er die Bordighera-Episode in den Lebenserinnerungen mit vollkommener Diskretion.